# José Manuel González-Páramo

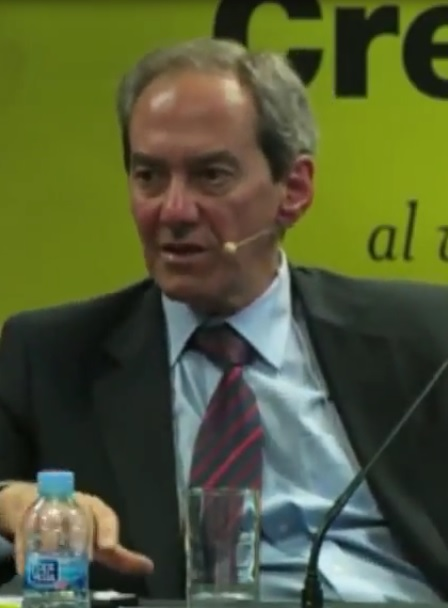
José Manuel González-Páramo

José Manuel González-Páramo (* 9. August 1958 in Madrid) ist ein spanischer Ökonom und war vom 1. Juni 2004 bis 31. Mai 2012 Mitglied des Direktoriums der Europäischen Zentralbank.
Er studierte Volkswirtschaft an der Universidad Complutense in Madrid und der Columbia University in New York. Von 1980 bis 1994 war er in verschiedenen akademischen Positionen an der Universidad Complutense tätig und wechselte danach in hochrangige Positionen zunächst im spanischen Finanzministerium und später in der Banco de España, der spanischen Zentralbank.
Seit 2012 lehrt er als Professor an der IESE Business School in Barcelona.